# San Felice del Benaco
San Felice del Benaco är en ort och kommun i provinsen Brescia i regionen Lombardiet i Italien. Kommunen hade 3 427 invånare (2018).